# Giro di Toscana 1942
Il Giro di Toscana 1942, diciottesima edizione della corsa, si svolse il 3 maggio 1942 su un percorso di 246 km con partenza e arrivo a Firenze. Fu vinto dall'italiano Vito Ortelli, che completò il percorso in 7h30'45" precedendo per distacco i connazionali Gino Bartali e Glauco Servadei. Conclusero la prova, organizzata dal quotidiano La Nazione, 34 dei 68 ciclisti al via.

## Percorso
Partita dalla zona occidentale di Firenze, la prova attraversò nell'ordine Fucecchio, Pontedera (km 56,6), Cascina (km 64), Pisa (km 78), Lucca, Vellano (culmine salita km 138,5), Montecatini Terme, Pistoia (km 163), le Croci di Barberino (inizio salita km 198), la Vetta le Croci (salita) e Fiesole. L'arrivo fu allo Stadio Giovanni Berta a Firenze dopo 246 km di gara.

## Ordine d'arrivo (Top 10)
| Pos. | Corridore         | Squadra      | Tempo    |
| ---- | ----------------- | ------------ | -------- |
| 1    | Vito Ortelli      | Bianchi      | 7h30'45" |
| 2    | Gino Bartali      | Legnano      | a 2'33"  |
| 3    | Glauco Servadei   | Bianchi      | a 3'54"  |
| 4    | Mario Vicini      | Bianchi      | s.t.     |
| 5    | Fausto Coppi      | Legnano      | s.t.     |
| 6    | Aldo Bini         | Bianchi      | a 8'53"  |
| 7    | Adolfo Leoni      | Bianchi      | s.t.     |
| 8    | Severino Canavesi | Gloria       | s.t.     |
| 9    | Giulio Bresci     | A.C. Pratese | a 9'41"  |
| 10   | Oreste Conte      | Viscontea    | a 13'02" |